# Saint-Andéol-de-Berg
Saint-Andéol-de-Berg ist eine französische Gemeinde mit 130 Einwohnern (Stand 1. Januar 2022) im Süden des Départements Ardèche in der Region Auvergne-Rhône-Alpes. Sie gehört zum Gemeindeverband Berg et Coiron.

## Geografie
Saint-Andéol-de-Berg liegt im Pays de Berg („Bergland“) zwischen den Cevennen und den französischen Alpen, 18 Kilometer westlich von Montélimar. Nachbargemeinden von Saint-Andéol-de-Berg sind Villeneuve-de-Berg im Nordwesten, Alba-la-Romaine im Nordosten, Valvignères im Südosten und Saint-Maurice-d’Ibie im Südwesten. Das Gemeindegebiet umfasst 1557 Hektar, die mittlere Höhe beträgt 393 Meter über dem Meeresspiegel, die Mairie steht auf einer Höhe von 360 Metern.
Saint-Andéol-de-Berg ist einer Klimazone des Typs Cfb (nach Köppen und Geiger) zugeordnet: Warmgemäßigtes Regenklima (C), vollfeucht (f), wärmster Monat unter 22 °C, mindestens vier Monate über 10 °C (b). Es herrscht Seeklima mit gemäßigtem Sommer.

## Geschichte
Saint-Andéol-de-Berg wurde im 7. Jahrhundert erstmals urkundlich erwähnt. Außer dem Namen dieser Gemeinde enthält auch der Ortsname Villeneuve-de-Berg, der Name des Bergkamms, auf dem Saint-Andéol-de-Berg liegt, und der Name des Pays das Wort Berg. Es ist umstritten, ob das Wort Berg in diesem Fall germanischen Ursprungs ist und durch die Herrschaft der Burgunden in die Region kam, oder ob es schon in gallo-römischer Zeit verwendet wurde und vom indogermanischen Wort bhergh (hoch) stammt. Für die Bestimmung des Alters der Gemeinde ist das jedoch unerheblich, da sie nach dem Bergkamm benannt wurde. Namensgebend für den Anfang des Ortsnamens war der Heilige Andeolus, der 208 in Bourg-Saint-Andéol (damals Bergoïata) getötet wurde.
Die Ortschaft gehörte vor der Französischen Revolution (1789 bis 1799) zur Baronie von Alba-la-Romaine.

### Bevölkerungsentwicklung
| Jahr                       | 1962 | 1968 | 1975 | 1982 | 1990 | 1999 | 2007 | 2016 |
| Einwohner                  | 82   | 87   | 50   | 85   | 99   | 94   | 126  | 124  |
| Quellen: Cassini und INSEE |      |      |      |      |      |      |      |      |

## Wirtschaft
Das Bild der Gemeinde ist von Weiden, Weinbergen, Obstbäumen und Lavendelfeldern geprägt. Wichtige Erwerbszweige in Saint-Andéol-de-Berg sind Weinbau, Obstbau und die Zucht von Hausschafen und Hausziegen. Lokale Produkte sind Trüffel, Mandeln und Picodon.
Auf dem Gemeindegebiet gelten kontrollierte Herkunftsbezeichnungen (AOC) für Picodon sowie geschützte geographische Angaben (IGP) für Wurst (Saucisson de l’Ardèche) und Weine mit der Bezeichnung (Ardèche, Comtés Rhodaniens und Méditerranée).